# 昆布二糖
昆布二糖（英語：laminaribiose）為一種二糖，结构为葡萄糖基-β(1→3)-葡萄糖，多應用於農業領域，並可作為防腐劑之用。一般由植物天然多醣經水解或醋酸水解獲得，它也是葡萄糖焦糖化 (caramelization) 產物。是昆布多糖和茯苓多糖的结构单位。